# El Cabi
El Cabi är en ort i Mexiko, tillhörande kommunen Temamatla i delstaten Mexiko. El Cabi ligger i den centrala delen av landet och tillhör Mexico Citys storstadsområde. Orten hade 1 093 invånare vid folkmätningen 2010.